# 香港特別行政區區旗
香港特別行政區區旗（英語：Regional flag of the Hong Kong Special Administrative Region；簡稱香港特區區旗、香港區旗；別稱洋紫荆旗、紫荊花旗）是香港特别行政区的官方代表旗，中央有一个五瓣花蕊的白色洋紫荆图案，底色为红色。1990年1月1日，中华人民共和国第七届全国人民代表大会第三次会议通过采用了这种设计。在北京举行的国务院第58次常务会议又通过正确使用该旗帜的法律规范。旗帜的设计体现了香港基本法，宪法文件以及相关法规，《区旗及区徽条例》中规定了旗帜的使用、禁止使用、禁止亵渎以及与制造相关的内容。1997年7月1日，香港特别行政区区旗在交接仪式中第一次正式升起，标志着香港的回歸。

## 设计

### 象征意义

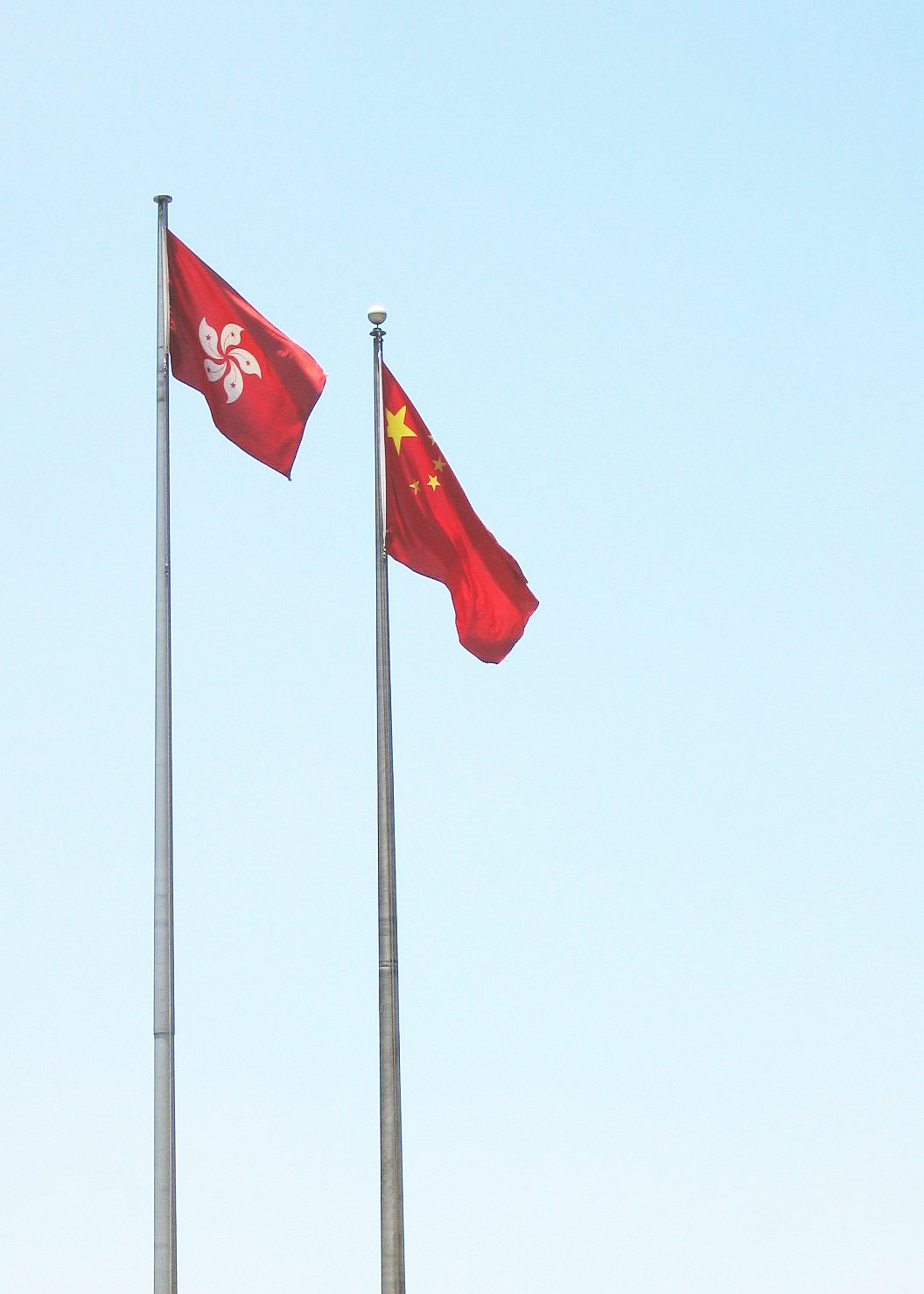
香港特别行政区区旗飘扬在中华人民共和国国旗旁

香港特别行政区区旗的设计体现了文化、政治和地区等意义。区旗的颜色有着重要的意义：红色对于中国人民来说是喜庆的颜色，用来传达庆祝之意及其民族色彩。此外，把红色作为底色，使其与中华人民共和国国旗的底色相同，象征后殖民的香港重新与中华人民共和国建立联系。区旗中红白两种颜色象征着“一国两制”的政治原则适用于这一地区。生长于香港的洋紫荆花在区旗中的风格化渲染，标志着两地的和谐。区旗的花瓣上，也复制了中华人民共和国国旗中代表中国共产党和毛泽东的四大阶级（工人阶级、农民阶级、小资产阶级和民族资产阶级）的五颗星。區旗上的圖案與香港特别行政區區徽上的圖案相同。
在决定采用该区旗前，香港特別行政區基本法起草委員會主任委员姬鹏飞在第七届全国人民代表大会第三次会议上阐述该标志的重要意义：
|  | 區旗是一面中間配有五顆星的動態紫荊花圖案的紅旗。紅旗代表祖國，紫荊花代表香港，寓意香港是中國不可分離的部分，在祖國的懷抱中興旺發達。花蕊上的五顆星象徵著香港同胞心中熱愛祖國，紅、白兩色體現了“一國兩制”的精神。 |

### 制作
香港特别行政区政府对于区旗的尺寸、颜色以及区旗的制造参数都有规定。矩形区旗的背景色为红色，与中华人民共和国国旗上的红色相同。其长宽比例为3：2。在其中央是一朵五瓣的白色洋紫荆。如果围绕着花来画一个圆，圆的直径应该是旗高的0.6倍。各花瓣围绕区旗旗面中心点顺时针平均排列。每朵花瓣上都有一个红色五角星，共计五颗，中华人民共和国国旗上的五颗星相呼应。每朵花瓣上还有一根红色的迹线代表花蕊，红色迹线使每片花瓣仿佛被分成两半。用于升降区旗的旗杆套应是白色的。

香港特别行政区区旗制作格式

### 尺寸规格
这个表格包含了区旗的所有官方尺寸。偏离这些尺寸规格的区旗都视为不合格产品。如果区旗不是官方规格，则必须按照通用尺寸成比例放大或缩小。
| 式號                | 1號       | 2號       | 3號       | 4號      | 5號     | 車旗    | 簽字旗  | 桌旗    |
| ------------------- | --------- | --------- | --------- | -------- | ------- | ------- | ------- | ------- |
| 長度 × 高度（厘米） | 288 × 192 | 240 × 160 | 192 × 128 | 144 × 96 | 96 × 64 | 30 × 20 | 21 × 14 | 15 × 10 |

### 颜色规格
以下是區旗用色的大概標準，分別以HTML RGB 16進位网页颜色代碼、印刷四分色模式（CMYK）、染料顏色、HSL顏色模式、以及彩通色板號數表示：
| 顏色 | 样例 | HTML    | CMYK      | 染料顏色    | HSL          | Pantone |
| ---- | ---- | ------- | --------- | ----------- | ------------ | ------- |
| 紅色 |      | #FF0000 | 0-87-99-0 | Chinese red | 0°,100%,50%  | 185     |
| 白色 |      | #FFFFFF | 0-0-0-0   | White       | 0°,100%,100% |         |

### 制造管理
《区旗及区徽条例》规定，香港区旗必须按条例中的规范来制造。如果旗帜不是根据该条例中的设计而生产，律政司司长可以请求香港区域法院申请禁制令，禁止个人或公司制造该旗帜。如果地区法院同意该旗帜不合规，将签發禁令，并命令没收该旗帜和被用来制作旗帜的材料并归予政府。

## 特有旗帜规定

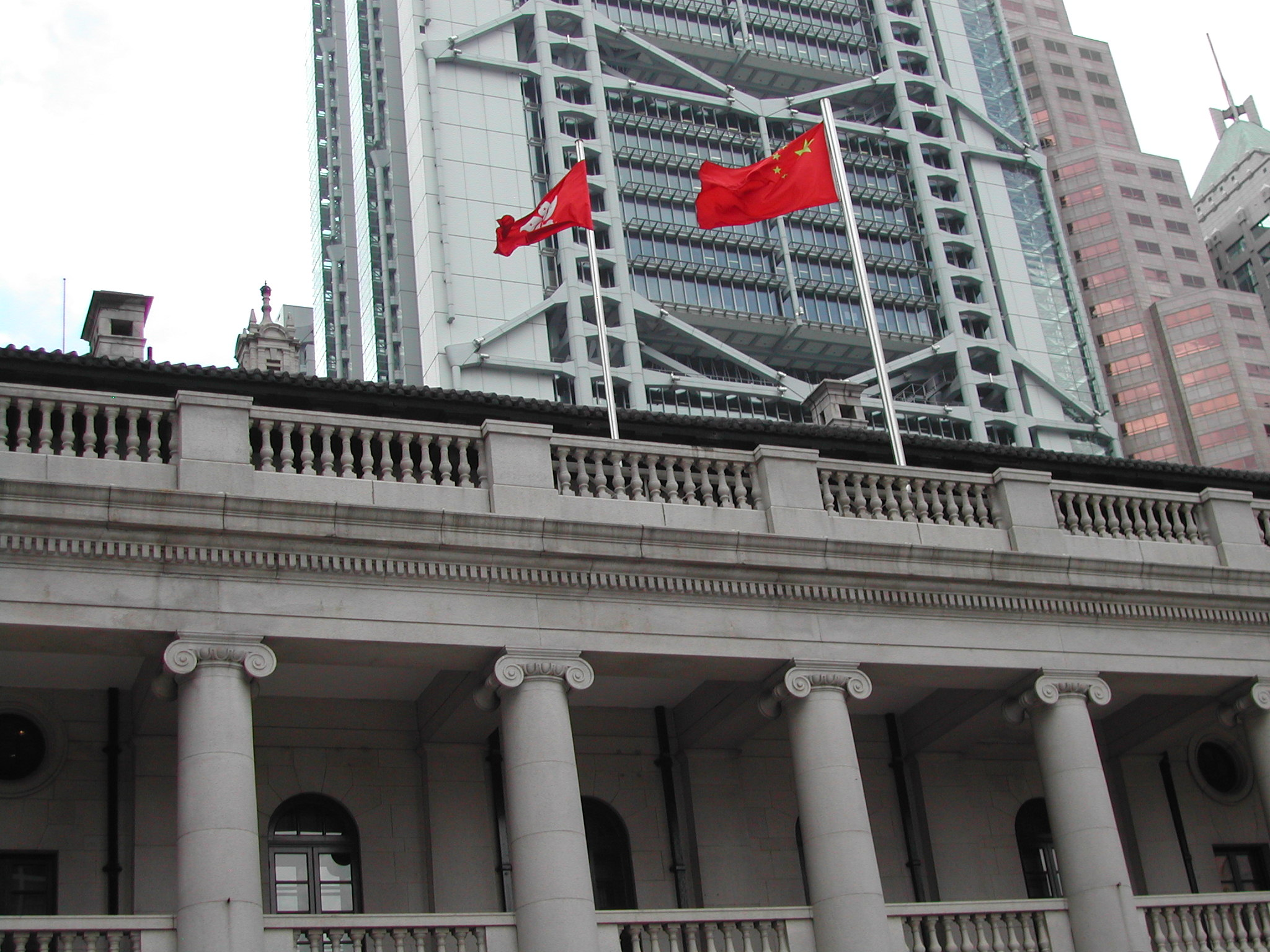
香港特别行政区区旗和中华人民共和国国旗共同飘扬于前香港立法会大楼（今終審法院大樓）天台

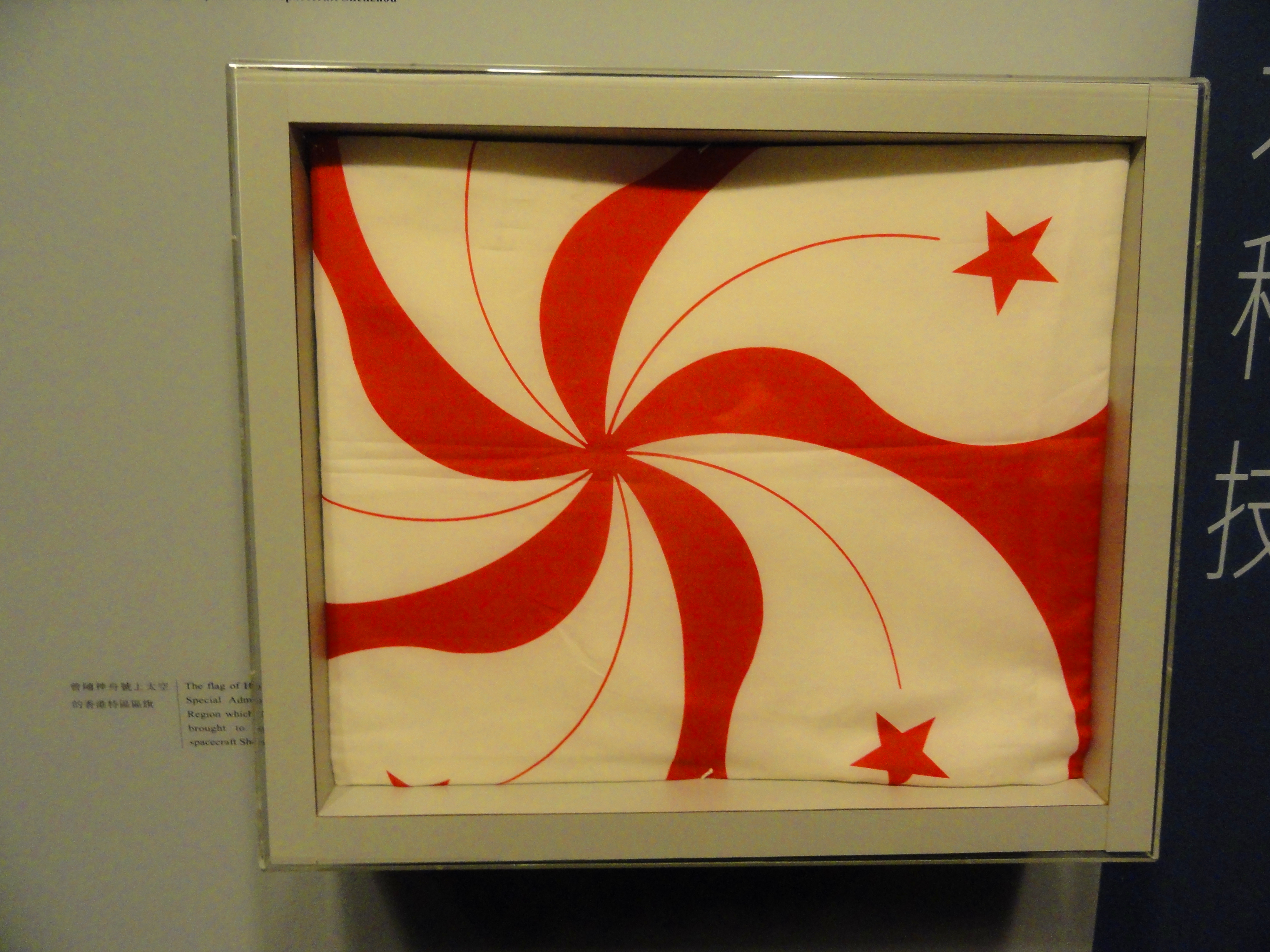
曾在神舟一号任务期间被带上太空的一面香港特区区旗

香港特别行政区区旗每天都要在香港行政长官官邸、礼宾府、香港国际机场以及所有边境和入境口岸升起。在主要的政府办公部门和建筑物裏，如行政长官办公室、行政会议、终审法院、高等法院、立法会和香港驻海外经济贸易办事处，只要是他们的工作日，区旗就需要升起。在其他政府部门和场所，如医院、学校、政府部门总部、运动场地、文化场馆只在特定的节日升区旗，如中华人民共和国国庆节（10月1日），香港特别行政区成立纪念日（7月1日）和元旦等。区旗应该在早上8点升起，在下午6点降下。区旗的升起和降落都应该缓缓地进行。在升旗过程中，旗杆一定要到达顶端，而在降落过程中，区旗不可接触地面。在恶劣的天气环境下可以不升区旗。香港区旗一旦被毁坏、污损、褪色或不合规格，就不能再展示或使用。

### 与国旗共同展示

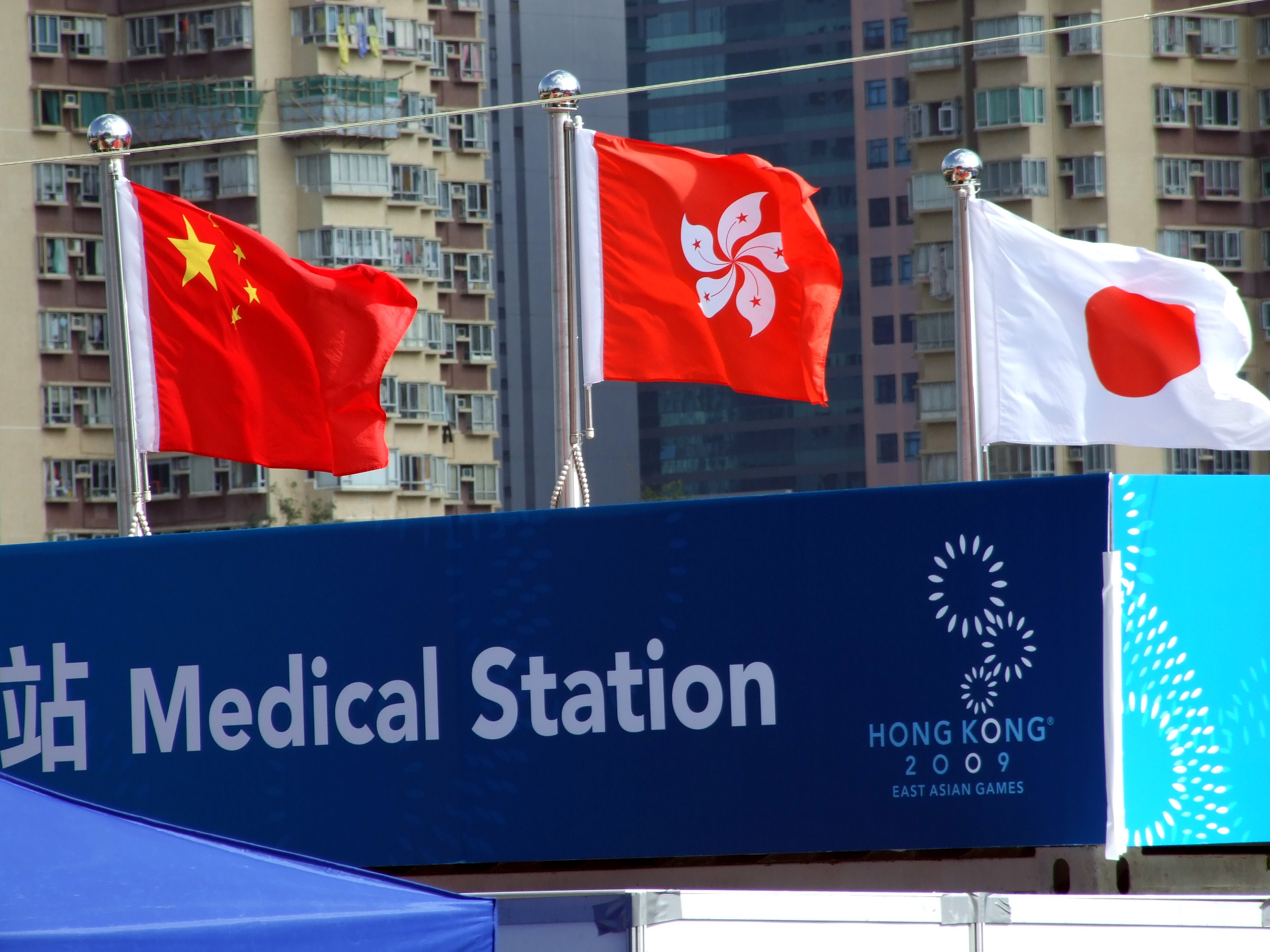
區旗不得高於國旗的例外情況：2009年東亞運動會，中國香港隊選手於賽艇得第11金，中國隊選手得銀牌，因此頒獎禮上區旗高於國旗

香港区旗与国旗一起展示

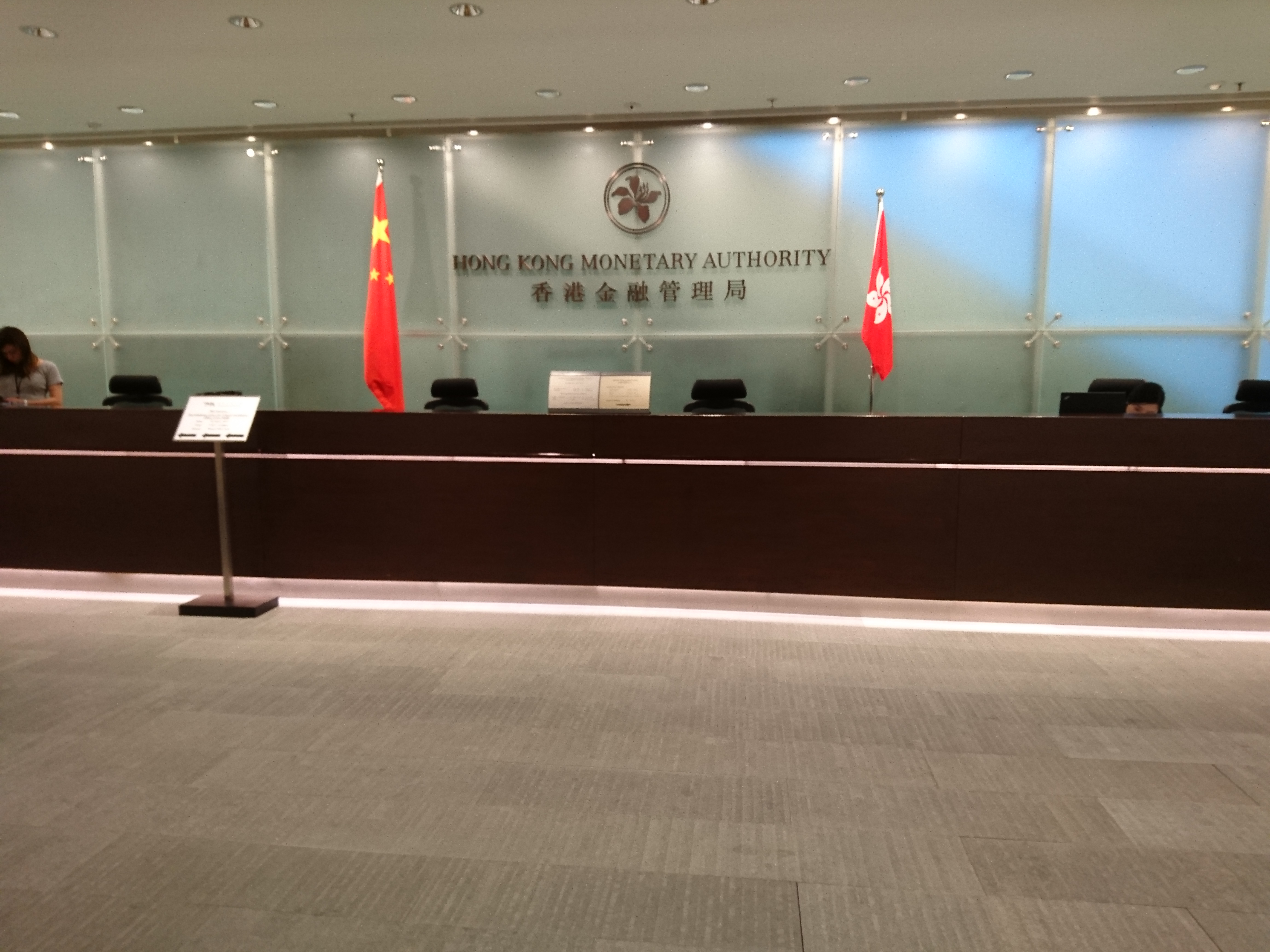
室內展示國旗與區旗

当中华人民共和国国旗与香港特别行政区区旗共同升起时，国旗一定要在中间，并且处于区旗的上方，或者处在以其他方式比区旗更突出的位置。在尺寸上，区旗一定要比国旗小，并且一定要展示在国旗的左侧。于室内展示国旗及区旗，在确定旗帜后方墙壁的“左”、“右”时，以人背向该墙而立，面向前方时的“左”、“右”为准。如果是在室外，则以人站在建筑前，面向建筑物前门时的左右来区分旗帜的左右。国旗应该先于区旗升起，在区旗降落之后才降落。
该规定可能在综合性运动会的奖牌颁奖典礼上出现例外，如奥运会和亚运会，由于中国香港队与中国队单独参加比赛，假设中国香港运动员获得金牌，而来自中国内地的运动员在同一比赛中获得银牌或铜牌，则香港特别行政区区旗在奖牌颁奖典礼中将在中央升起，并且高于中华人民共和国国旗。
2018年11月，列根號航空母艦訪港，並排展示同樣大小之美國國旗與香港特區區旗，香港特區區旗在美國國旗右邊，而同時沒有展示五星红旗。

### 降半旗
当下列人员逝世时，香港区旗需要降半旗致哀：
- 中华人民共和国主席
- 全国人民代表大会常务委员会委员长
- 中华人民共和国国务院总理
- 中华人民共和国中央军事委员会主席
- 中国人民政治协商会议全国委员会主席

下半旗的香港行政区区旗

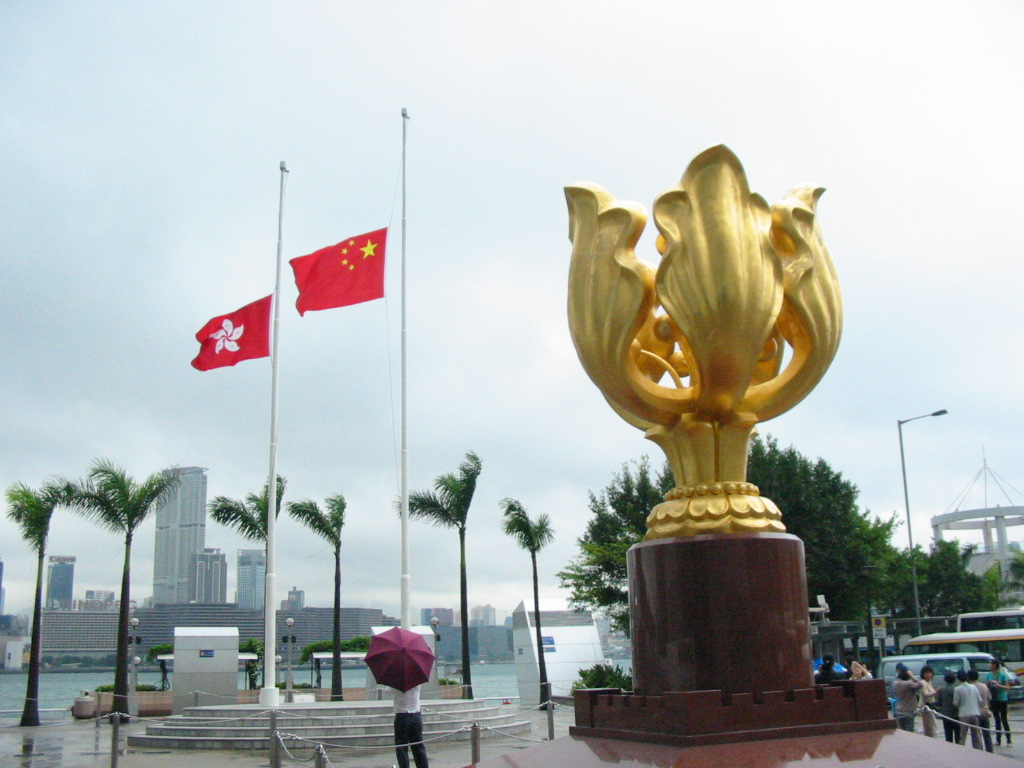
下半旗哀悼2008年四川地震的遇难者

- 中央人民政府向行政长官推荐的那些为中华人民共和国作出杰出贡献的人。
- 中央人民政府向行政长官推荐的为世界和平以及人类进步作出杰出贡献的人。
- 行政长官认为为香港特别行政区作出了杰出贡献的人或者他/她认为适合为这个人降半旗的人。

当发生不幸事件导致重大伤亡的或者严重自然灾害造成重大伤亡，中央人民政府向行政长官建议下半旗或者行政长官认为适合这样做时会降半旗。升半旗时，首先要升到旗杆的顶部，然后下降至离杆顶约占全杆的三分之一处。
以下為曾經要降半旗的事件，日期為降半旗之日子（不是事件發生的日期）：
- 2008年5月19日，汶川大地震[16]
- 2010年8月24日，菲律賓馬尼拉人質脅持事件[17][18]（25日菲律賓全國主要場所的菲律賓國旗亦降半旗，總統宣佈當天為全國哀悼日[19]）
- 2012年10月4日至6日，南丫島撞船事故[20]
- 2018年2月13日，大埔公路雙層巴士側翻事故[21]
- 2020年4月4日，因應2019冠状病毒病疫情而舉行之哀悼活動

### 禁止使用和亵渎
《区旗及区徽条例》禁止不合法使用区旗的行为，并且禁止对区旗的亵渎；以被禁止的方式使用区旗或者亵渎区旗，是应受惩罚的违法行为。根据条例规定，区旗标志不得在广告或商标中使用；另外，“任何人公开及故意以焚烧、毁损、涂划、玷污、践踏等方式侮辱区旗或区徽，即属犯罪。同样，《国旗及国徽条例》对中国的国旗也有着同样的禁令。该条例还允许行政长官对于使用区旗做出规定。在1997年的条例中，行政长官进一步明确规定，“在任何行业、职业或专业，或非政府组织的标识、印章或徽章”中使用该旗帜标志也是被禁止的，除非得到事先许可。
亵渎国旗的首次定罪发生在1999年。抗议者吴恭劭及利建润在中华人民共和国国旗和香港特别行政区区旗上写“耻”字，被判违反《国旗及国徽条例》以及《区旗及区徽条例》。上诉法院推翻了上述判决，认为该条例不能限制公民言论自由的权利，并且该判决违背了《基本法》和《公民权利和政治权利国际公约》。然而在进一步的上诉中，香港终审法院维持原来的有罪判决，认为此种限制言论自由是正当的，因为对旗帜的保护有利于维护民族团结和领土完整。仅是对此种表达方式构成限制，并不干涉以其他方式表达同样的信息。
立法会议员和香港政治活动者梁国雄，在成为立法会议员前的2001年2月因亵渎国旗受到惩罚。他由于两次事件被裁定三次侮辱区旗，第一个事件是2000年7月1日香港回归三周年期间，第二次事件是同年7月9日在一次抗议选举委员会的产生选举中，该委员会负责选举行政长官。梁被判港币3000的罚款以及12个月的守行令。中国大陆农民朱荣昌因火烧中国国旗在香港被关押了三个星期。朱被控“公众场合故意”在香港中环金紫荆广场焚烧中国国旗。据说这位74岁的男子是被控侮辱中国国旗的第三人，但他却是第一个被监禁的人。
在2013年初，示威者挥舞着旧殖民地时期的旗帜走上街头，要求更多的民主以及行政长官梁振英辞职。他们要求梁振英撤下这些旗帜。

## 歷史

### 舊旗幟

1871年至1876年香港殖民地時期第一面旗幟

1959年至1997年香港殖民地時期的旗幟

在香港主權移交之前，香港的代表旗幟是殖民地的藍船旗，殖民地時期的香港旗在過去一個半世紀經歷了一些變化。
1843年設置了代表香港的印章。該設計是基於當地的海濱風景：前面是三個本地商家與他們的商業貨物，中間是帆船和舢板，而背景由圓錐形山丘和雲彩構成。
1868年香港的旗幟產生，是一個帶著具有“本地風景”徽章的藍色旗幟，但該設計被香港總督麥當奴拒絕。
1870年輔政司提出了採用白冠在字母「HK」上方的藍色旗幟。三年後，字母“HK”已經省略，冠也成為彩色。目前還不清楚當時那徽章看起來像什麼，但它不可能是“本地景色”。它可能是某種下方帶有“HK”字母的王冠，也有可能不是。
1876年，英國海軍部同意重新採用配有阿群帶路圖的藍色旗幟。
1959年1月21日位於倫敦的英國紋章院授予香港盾形紋章。同年對香港的旗幟進行了修改，藍色的旗幟上增加了盾形紋章。這種設計自1959年起被正式使用，直到1997年香港主權的移交。 
此後殖民地時期的旗幟經常被抗議者使用，如在每年7月1日的七一大遊行，作為對抗中國大陸和共產黨政權的標誌，還有一個去除英國旗、龍獅紋章放大置中的版本，稱為「龍獅旗」，用於主張香港自治、獨立或其他觀點。
| 旗帜 | 使用年代                        | 使用情况                         | 描述 |
| ---- | ------------------------------- | -------------------------------- | --- |
|      | 1841年－1868年                  | 無官方旗幟                       | 1841年在佔據港島後不久，英國殖民者即在當地升起了聯合王國國旗。 1843年殖民地政府成立，所用徽章中的圖案後來出現在1876年啟用的旗幟上。 |
|      | 1871年－1876年                  | 香港旗                           | 藍船旗配以下有“HK ”字樣的英王王冠。 |
|      | 1876年－1941年， 1945年－1955年 | 香港旗                           | 藍船旗配以阿群帶路圖。 |
|      | 1941年－1945年                  | 香港日占時期旗幟                 | 大日本帝國國旗。 |
|      | 1955年－1959年                  | 香港旗                           | 藍船旗配以阿群帶路圖。 |
|      | 1959年－1997年                  | 香港旗                           | 藍船旗配以香港盾徽。 |
|      | 1959年－1997年                  | 1997年主權移交前使用的非官方旗幟 | 紅船旗配以香港盾徽。 |
|      | 1960年代－1999年                | 市政局所用旗幟                   | 品紅色背景上配以簡化過的洋紫荊圖案。香港市政局旗縱橫比例為1:2，洋紫荊紫作為使用色代表神聖、尊貴、慈愛，同時寓意香港華洋和平友好，共同相處。中間繪有一片非寫實化香港市花洋紫荊五片花瓣標誌圖案，以展現全世界和平友好，圖案的花瓣組合緊密而有序，象徵著香港人民的團結和互助的精神。香港市政局旗是香港人希望和理想的象徵，這是屬於香港的象徵。她帶給香港人自尊、自重、自豪和榮耀，也能增強香港人對香港的熱愛、忠誠、認同感、歸屬感。 |
|      | 1986年－1999年                  | 區域市政局所用旗幟               | 白色背景上配以傾斜45度的深綠色R字。 |

### 现行设计

1990年全国人民代表大会批准的《香港基本法》中香港特別行政區區旗的原始设计

在香港主权移交之前的1987年5月20日到1988年3月31日，香港政府在当地居民中进行了一次比赛，以帮助选择后殖民时期香港的旗帜，期间共提交7147份设计意见书，其中有4489份是关于旗帜设计的。建筑师何弢作为评审小组的专家之一，来参与选择香港的新旗帜。他回顾说，一些设计相当滑稽并且带有政治扭曲的色彩：“有一个设计是这样的，一边是镰刀锤子，另一边则是一个美元符号。”有的设计因为含有有版权的素材而被拒绝，例如含有香港市政局、香港艺术节和香港旅遊協會的标志。有六个设计被评委选入决赛，但后来都被中华人民共和国拒绝。何弢和另外两个评审专家被中华人民共和国政府要求提交新的设计提案。6月，香港新华社丘东及汤步青两位先生到访韩秉华与苏敏仪的工作室。当时新华社大楼就在香港湾仔皇后大道东，与在摩利臣山道的设计工作室只隔了一条马路。当时在大厦高层，可遥望新华社。他们带来了由基本法起草委员会主任姬鹏飞署名的邀请函，邀请韩秉华担任香港特别行政区区旗、区徽图案评选委员会委员，信函中还附录了11位委员名单，包括钱伟长、马临、雷洁琼、霍英东、毛钧年、吴作人、刘开渠、荣高棠、文楼、何弢以及韩秉华。这个委员会由几位基本法起草委员和内地、香港艺术界的代表组成，包括雕塑家、建筑师和设计师中的代表，因而文楼、何弢及韩秉华被选为评选委员。
为了寻找灵感，何弢来到一个花园，拿起洋紫荆花，他观察到五个花瓣的对称性，以及他们的缠绕方式，给他一种动态感，这让他联想到把洋紫荆花的设计加入区旗来代表香港。这个设计于1990年4月4日在第七届全国人民代表大会第三次会议上通过。该旗帜在1997年7月1日午夜过后的第一时间首次正式升起在交接仪式上，标志着主权的移交，伴随着《义勇军进行曲》，它与中华人民共和国的五星红旗共同升起，而英国国旗和代表香港殖民地时期的香港旗在午夜前几秒落下。

## 市花名称问题
区旗的主体图案是香港市花洋紫荊，但在《香港特別行政區基本法》中，市花洋紫荊的「洋」字被略去而被称为“紫荆花”，中國大陆媒体也依照“紫荆花”来宣传，故中國大陆民眾多称香港市花为「紫荊花」，与一般意义上的“紫荆花”（即豆科紫荊屬的紫荆Cercis chinensis）相混淆。